# Jonathan Lemaire
Jonathan Lemaire (ur. 11 grudnia 1988) – francuski o od 2011 monakijski zapaśnik walczący w stylu klasycznym. Dziewiąty w Pucharze Świata w 2009. Trzeci na mistrzostwach śródziemnomorskich w 2011, 2012 i 2014 roku.